# جورجو سیمونلی
جورجو سیمونلی (ایتالیایی: Giorgio Simonelli؛ ۲۳ نوامبر ۱۹۰۱ – ۳ اکتبر ۱۹۶۶) کارگردان، فیلم‌نامه‌نویس و تدوین‌گر اهل ایتالیا بود.

## فیلم‌شناسی

### کارگردان
- ترانه عاشقانه (۱۹۵۴)
- در پاسگاه پلیس رخ داد (۱۹۵۴)
- من کاپاتاز هستم (۱۹۵۰)
- یک توپ و یازده مرد (۱۹۴۸)

### فیلم‌نامه‌نویس
- یک توپ و یازده مرد (۱۹۴۸)
- ترانه عشق (۱۹۳۰)

### تدوین
- دون بوسکو (۱۹۳۵)
- سواره‌نظام (۱۹۳۶)
- ترانه مادر (۱۹۳۷)
- ملکه اسکالا (۱۹۳۷)
- بیوه (۱۹۳۹)